# Макогоновка
Макогоновка (укр. Макогонівка) — исчезнувшее село в Нижнегорском районе Республики Крым. Находилось в центре района, в степном Крыму, примерно в 1 километре юго-восточнее современного села Червоное.

## История
Впервые в исторических документах селение встречается в Статистическом справочнике Таврической губернии. Ч.II-я. Статистический очерк, выпуск пятый Перекопский уезд, 1915 год, согласно которому на хуторе Макогоновка Ак-Шеихской волости Перекопского уезда числилось 2 двора с русским населением в количестве 15 человек приписных жителей и 6 — «посторонних», из которых 11 мужчин и 10 женщин. При хуторе числилось 153 десятины удобной земли. В хозяйствах имелось 47 лошадей, 30 волов, 12 коров и 18 голов мелкого скота.
После установления в Крыму Советской власти, по постановлению Крымревкома № 206 «Об изменении административных границ» от 8 января 1921 года была упразднена волостная система, Перекопский уезд переименовали в Джанкойский, в составе которого был создан Джанкойский район. В 1922 году уезды преобразовали в округа. 11 октября 1923 года, согласно постановлению ВЦИК, в административное деление Крымской АССР были внесены изменения, в результате которых округа были отменены и Джанкойский район стал основной административной единицей и село включили в его состав. Согласно Списку населённых пунктов Крымской АССР по Всесоюзной переписи 17 декабря 1926 года, на хуторе Макогоновка, Ногайлы-Ахматского сельсовета Джанкойского района, числилось 5 дворов, из них 4 крестьянских, население составляло 17 человек, из них 16 русских и 1 украинец. В последний раз в доступных источниках Макогоновка встречается на карте 1931 года.